# Alewife Brook Parkway

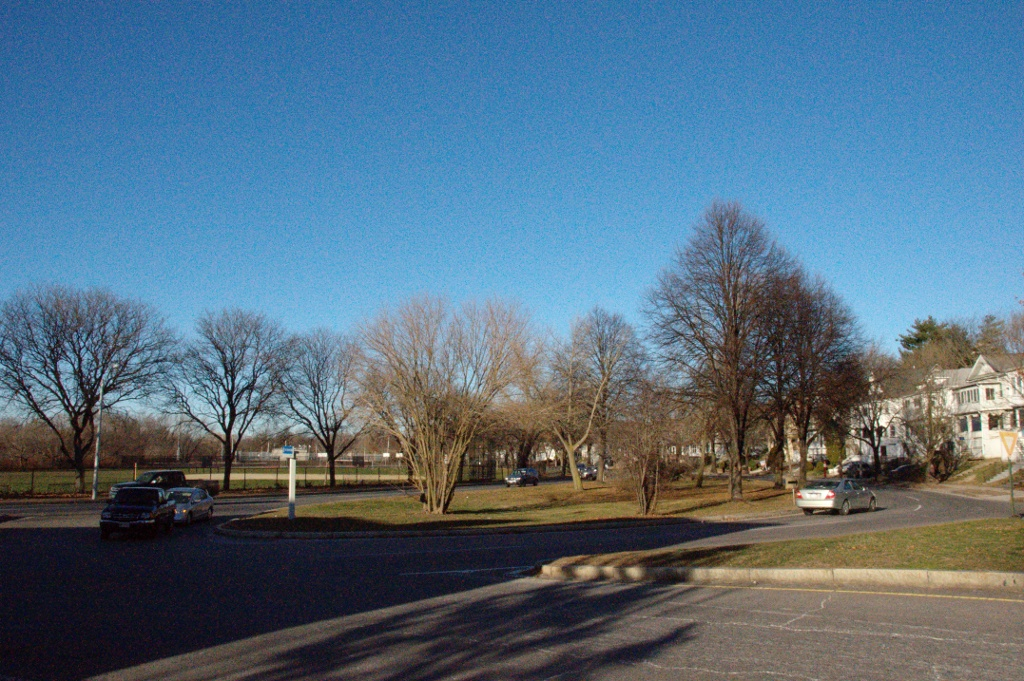
Der Parkway am Powder House Boulevard in Somerville

Der Alewife Brook Parkway ist ein Parkway, der über die Stadtgebiete von Cambridge und Somerville im Bundesstaat Massachusetts der Vereinigten Staaten verläuft. Die Straße ist seit dem 18. März 2004 im National Register of Historic Places als Historic District eingetragen. Auf seiner gesamten Länge ist der Parkway als Teil der Massachusetts Route 16 ausgewiesen, während einige der südlichsten Abschnitte ebenfalls als Teil der Massachusetts Route 2 bzw. des U.S. Highway 3 ausgewiesen sind. Der Parkway wird vom Department of Conservation and Recreation (DCR) verwaltet und ist Teil des Metropolitan Park System of Greater Boston.

## Streckenverlauf

### Überblick
Der Parkway beginnt am Fresh Pond in Cambridge, wo er über die Concord Avenue mit dem Fresh Pond Parkway verbunden ist. Die Straße verläuft dann weiter nördlich entlang der Ostgrenze der Alewife Brook Reservation bis zum Mystic River an der Stadtgrenze zu Medford, wo sie zum Mystic Valley Parkway wird.

### Detaillierte Streckenführung
Das südliche Ende des Parkways wird vom westlichen der beiden Kreisverkehre am Fresh Pond gebildet, wo die Concord Avenue den Parkway mit dem am östlichen Kreisverkehr beginnenden Fresh Pond Parkway verbindet. In nördlicher Richtung ist die Straße als Massachusetts Route 2 bzw. U.S. Route 3 sowie in östlicher Richtung als Massachusetts Route 16 ausgewiesen. Der Parkway verläuft grob in nördlicher Richtung und führt östlich der MBTA-Station Alewife zu einer großen Kreuzung, die früher ein Kreisverkehr war. Dort führt die Route 2 weiter in Richtung Westen, während der Parkway ab hier nördlich und parallel zum Alewife Brook verläuft. Er bildet damit die westliche Grenze zwischen Cambridge und Arlington.
Der Parkway kreuzt die Massachusetts Avenue, welche die Massachusetts Route 2A ostwärts in Richtung Porter Square sowie die Routen 2A und 3 westwärts in Richtung Arlington führt. Der Parkway verläuft weiter parallel zum Alewife Brook bis nach Somerville. Nachdem er den Broadway gekreuzt hat, führt er über eine kreisverkehrartige Verbindung mit dem Powder House Boulevard, um anschließend das Dilboy Stadium zu passieren und sein nördliches Ende an einem kleinen Kreisverkehr zu finden, wo der Alewife Brook in den Mystic River mündet. Dort trifft die Straße auf den Mystic Valley Parkway, der von Arlington nach Medford führt. Der Parkway ist insgesamt 2,05 mi (3,3 km) lang.

## Geschichte
Der Parkway wurde ursprünglich vom Landschaftsarchitekten Charles Eliot als Teilstück eines größeren, auf Erholungs- und Vergnügungsaspekte ausgelegten Straßennetzes entworfen, das allein nach ästhetischen Gesichtspunkten konzipiert wurde. Der nahegelegene Alewife Brook wurde im Zuge der Bauarbeiten begradigt und zwischen 1909 und 1912 kanalisiert, so dass der Bau des Parkways im Jahr 1916 abgeschlossen werden konnte. Die Ausführung der Landschaftsgestaltung erfolgte durch die Olmsted Brothers. 
Am südlichen Ende des Parkways wurden in den späten 1980er Jahren weitere Modifikationen vorgenommen. Unter anderem wurden eine vierspurige Verbindungsrampe über die Gleise der Bahnstrecke Boston–Fitchburg sowie neue Abfahrten zu Einkaufszentren errichtet. Der Mittelstreifen wurde neu begrünt und neue Bäume, Straßenbeleuchtungen und Radwege wurden in die Bürgersteige integriert. Die Erneuerung umfasste auch Maßnahmen zur Verbesserung der Barrierefreiheit an der Brücke zu den Rindge Towers, einen neuen Zugang für Fußgänger zur MBTA-Station Alewife, die Errichtung des Alewife Linear Park und eines Radwegs zum Jerry's Pond sowie eine eigene Lkw-Anlieferstraße für die nahegelegenen Einkaufszentren.
Aufgrund des im letzten Jahrhundert stetig zunehmenden Straßenverkehrs ging die ursprüngliche Ästhetik in den südlichsten Abschnitten des Parkways weitgehend verloren. Heute ist die Straße die Hauptverbindung zwischen der Massachusetts Route 2 und den westlichen Vororten auf der einen und zwischen den Stadtzentren von Boston und Cambridge auf der anderen Seite, weshalb dort täglich eine sehr hohe Anzahl von Fahrzeugen verkehrt. Die MBTA-Station Alewife, Einkaufszentren, Parkhäuser sowie Büro- und Apartmentgebäude entlang des Parkways sorgen ebenfalls für eine erhöhte Verkehrsbelastung.